# 馬丁·奧馬利
馬丁·約瑟夫·奧馬利（英語：Martin Joseph O'Malley；1963年1月18日—），是一位美國民主黨政治人物，曾任第61任馬里蘭州州長及第47任巴爾的摩市長。在此以前，他於1991至1999年擔任巴爾的摩市議會議員。
2015年5月29日，奧馬利向聯邦選舉委員會遞交民主黨總統候選人提名，並在次日（5月30日）在馬里蘭州巴爾的摩正式宣佈參選2016年美國總統。